# Süddeutsche Klassenlotterie

Unternehmenslogo

Die Süddeutsche Klassenlotterie (kurz SKL) wurde 1947 als Süddeutsche Klassenlotterie in der US-Zone gegründet und war die Staatslotterie der deutschen Bundesländer Baden-Württemberg, Bayern, Hessen, Rheinland-Pfalz sowie seit 1990 auch von Sachsen und Thüringen. Die SKL-Lotterie war eine Anstalt des öffentlichen Rechts der vorgenannten Länder und hatte ihren Sitz in München. Sie wurde mit Wirkung vom 1. Juli 2012 aufgelöst. Gesamtrechtsnachfolger der SKL ist die GKL Gemeinsame Klassenlotterie der Länder.
Der Name SKL-Lotterie bleibt als Marke erhalten, und die Spielangebote werden unverändert fortgeführt.

## Geschichte
Die Klassenlotterie entstand aus der Lotterie. Im 16. und 17. Jahrhundert wurden Lotterien für die Armen des Landes veranstaltet und um das Land nach Kriegen wieder aufzubauen, ohne die Bürger mit zusätzlichen Abgaben zu belasten. Damit sich die Obrigkeiten die Einnahmen für gemeinnützige Einrichtungen für einen gewissen Zeitraum sichern konnten, veranstaltete man innerhalb einer Lotterie mehrere Ziehungen, für die der Einsatz neu geleistet werden musste; daraus entstanden die Klassen. Die Lose einer Lotterie konnten sonst nur verkauft werden, nachdem eine Lotteriegenehmigung vorlag. Eine Genehmigung einer Lotterie dauerte mehrere Jahre; dazu kamen noch weitere Verzögerungen einer Lotterieveranstaltung durch den Verkauf der Lose. Die Losverkäufer zogen zu Fuß durch das Land, was ebenfalls mehrere Jahre dauerte, da man einen Ziehungstermin erst festlegte und veröffentlichte, nachdem alle Lose verkauft waren.
Die SKL-Lotterie startete am 10. September 1947 bei einer Gewinnsumme von 7.000.000 Reichsmark mit 140.000 Losen und einem Höchstgewinn von 250.000 Reichsmark. Zu Beginn wurde sie in den von den USA besetzten Bundesländern Baden-Württemberg, Bayern, Hessen und Rheinland-Pfalz unter der Bezeichnung „Süddeutsche Klassenlotterie der US-Zone“ geführt. Zu dieser Zeit gab es nur drei verschiedene Klassen mit je einer Ziehung. Das heutige Spielsystem der SKL-Lotterie etablierte erst sich im Jahr 1961. Während die Ziehungen zunächst monatlich erfolgten, wurden ab 1965 bereits wöchentliche Ziehungen durchgeführt.

## Ablauf einer SKL-Lotterie
Obwohl die Lose nur von den staatlich zugelassenen Lotterie-Einnahmen vertrieben werden, gibt es für die Spielteilnehmer der SKL-Lotterie – im Gegensatz etwa zum Lotto „6 aus 49“ – keinerlei Einschränkungen, die den Wohnort betreffen. Die Gewinne werden in einem Gewinnplan festgelegt. Die Parlamente der einzelnen Länder bestimmen die Gewinnbedingungen und Ausschüttungsquoten. Diese betragen bei der SKL-Lotterie 45,64 % (ohne Servicepauschale).
Der Ablauf folgt den Regeln einer Klassenlotterie. Gespielt wird in 6 Klassen, die jeweils einen Monat dauern. Die Gesamtlaufzeit einer Lotterie beträgt somit ein halbes Jahr. Lotteriestart ist jeweils der 1. Juni und der 1. Dezember. In jeder Klasse finden tägliche Ziehungen statt, wobei der Höchstgewinn von 20 Millionen Euro nur in der 6. Klasse gezogen wird.
Durch den Kauf eines Loses oder eines Teilloses mit aufgedruckter Losnummer erhält der Spieler seine Teilnahmeberechtigung am Spiel. Die unterschiedlichen Gewinnklassen legen die Höhe der Auszahlung im Vornherein fest. Die SKL-Lotterie ermittelt die Gewinnnummern nach dem Zufallsprinzip. Gezogen werden 1-, 2-, 3-, 4-, 5- oder 7-stellige Gewinnzahlen. Stimmen die Endziffern (Endziffernlotterie) des eigenen Loses bzw. die kompletten Losnummern mit den gezogenen Gewinnnummern überein, dann hat der jeweilige Spieler gewonnen.